# Veleposlaništvo Republike Slovenije v Latviji
Veleposlaništvo Republike Slovenije v Latviji (uradni naziv Veleposlaništvo Republike Slovenije Riga, Latvija) je rezidenčno diplomatsko-konzularno predstavništvo Republike Slovenije v Latviji s sedežem v Rigi. Pristojen je za območje Latvije, Litve in Estonije.
Deluje od leta 2022, ukaz o ustanovitvi predsednika Slovenije Boruta Pahorja je bil 8. decembra 2021 objavljen v Uradnem listu Republike Slovenije.

## Veleposlaniki
- Tomaž Matjašec (2022–danes)